# Josphat Keiyo

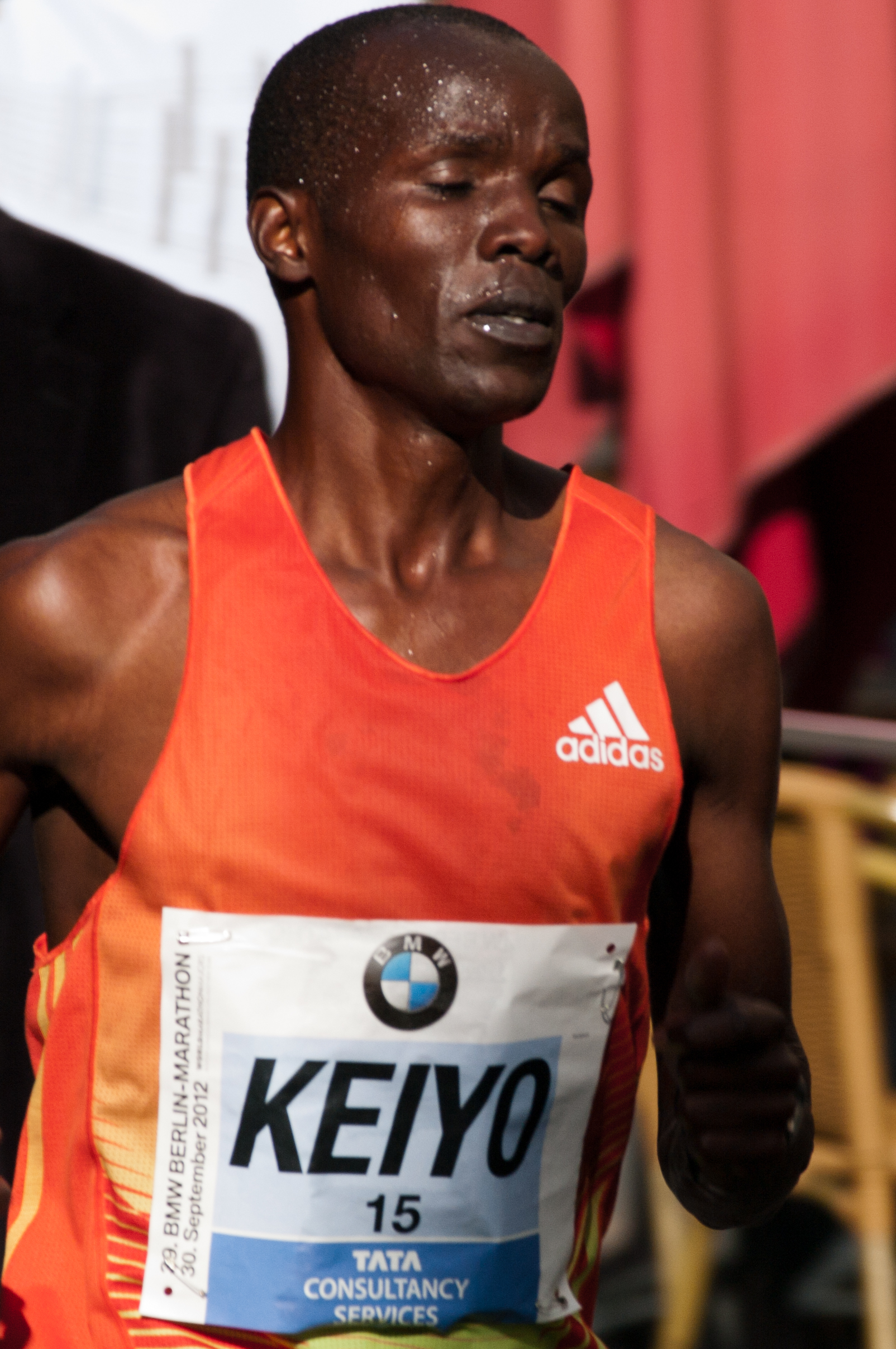
Keiyo beim Berlin-Marathon 2012

Josphat Keiyo (Josphat Keiyo Kiplimo oder auch Josephat Keiyo; * 1980) ist ein kenianischer Marathonläufer.
Bei seinem Debüt über die 42,195-km-Distanz wurde er Sechster beim Nairobi-Marathon 2006. Im Jahr darauf gewann er den Ruhrmarathon und wurde Zweiter beim Brüssel-Marathon. Im Jahr darauf wurde er Zweiter beim Ruhrmarathon und Sechster beim Casablanca-Marathon. 2009 wurde er Elfter und 2010 Zehnter beim Prag-Marathon.
2011 wurde er Zweiter beim Linz-Marathon, siegte beim Siberian International Marathon und wurde Neunter beim Valencia-Marathon. 2012 siegte er in Linz mit seiner persönlichen Bestzeit von 2:11:18 h.